# Partecipanti al Giro d'Italia 2019
Elenco dei partecipanti al Giro d'Italia 2019.
Il Giro d'Italia 2019 fu la centoduesima edizione della corsa. Alla competizione presero parte 22 squadre, le diciotto iscritte all'UCI World Tour 2019 e le quattro squadre invitate (la Androni Giocattoli-Sidermec, la Bardiani CSF, la Israel Cycling Academy e la Nippo-Vini Fantini-Faizanè, tutte di categoria UCI Professional Continental), ciascuna delle quali composta da otto corridori, per un totale di 176 ciclisti. La corsa partì l'11 maggio da Bologna e terminò il 2 giugno a Verona, nell'omonima arena, nella quale completarono la manifestazione 142 ciclisti.

## Corridori per squadra
Nota: R ritirato, NP non partito, FT fuori tempo, SQ squalificato
| Movistar Team               | Movistar Team               | Movistar Team               | Deceuninck-Quick Step      | Deceuninck-Quick Step      | Deceuninck-Quick Step      | Team Ineos                   | Team Ineos                   | Team Ineos                   |
| --------------------------- | --------------------------- | --------------------------- | -------------------------- | -------------------------- | -------------------------- | ---------------------------- | ---------------------------- | ---------------------------- |
| 1                           | Mikel Landa                 | 4º                          | 81                         | Elia Viviani (Lin.)        | NP 12ª                     | 161                          | Pavel Sivakov                | 9º                           |
| 2                           | Andrey Amador               | 39º                         | 82                         | Eros Capecchi              | 37º                        | 162                          | Eddie Dunbar                 | 22º                          |
| 3                           | Richard Carapaz             | 1º                          | 83                         | Mikkel Frølich Honoré      | 101º                       | 163                          | Tao Geoghegan Hart           | R 13ª                        |
| 4                           | Héctor Carretero            | 88º                         | 84                         | Bob Jungels (Lin. e Cr.)   | 33º                        | 164                          | Sebastián Henao              | 24º                          |
| 5                           | Lluís Mas                   | 126º                        | 85                         | James Knox                 | NP 13ª                     | 165                          | Christian Knees              | 96º                          |
| 6                           | Antonio Pedrero             | 46º                         | 86                         | Fabio Sabatini             | 92º                        | 166                          | Jhonatan Narváez             | 80º                          |
| 7                           | José Joaquín Rojas          | 50º                         | 87                         | Florian Sénéchal           | R 20ª                      | 167                          | Salvatore Puccio             | 86º                          |
| 8                           | Jasha Sütterlin             | 120º                        | 88                         | Pieter Serry               | 38º                        | 168                          | Iván Sosa                    | 44º                          |
| D.S.: José Vicente García   | D.S.: José Vicente García   | D.S.: José Vicente García   | D.S.: Davide Bramati       | D.S.: Davide Bramati       | D.S.: Davide Bramati       | D.S.: Nicolas Portal         | D.S.: Nicolas Portal         | D.S.: Nicolas Portal         |
| AG2R La Mondiale            | AG2R La Mondiale            | AG2R La Mondiale            | EF Education First         | EF Education First         | EF Education First         | Team Jumbo-Visma             | Team Jumbo-Visma             | Team Jumbo-Visma             |
| 11                          | Tony Gallopin               | R 16ª                       | 91                         | Sacha Modolo               | R 7ª                       | 171                          | Primož Roglič                | 3º                           |
| 12                          | François Bidard             | 30º                         | 92                         | Sean Bennett               | 106º                       | 172                          | Koen Bouwman                 | 41º                          |
| 13                          | Nico Denz                   | 124º                        | 93                         | Matti Breschel             | R 4ª                       | 173                          | Laurens De Plus              | R 7ª                         |
| 14                          | Hubert Dupont               | 47º                         | 94                         | Nathan Brown               | 67º                        | 174                          | Sepp Kuss                    | 56º                          |
| 15                          | Ben Gastauer                | 79º                         | 95                         | Jonathan Caicedo           | 108º                       | 175                          | Tom Leezer                   | 119º                         |
| 16                          | Nans Peters                 | 61º                         | 96                         | Hugh Carthy                | 11º                        | 176                          | Paul Martens                 | 75º                          |
| 17                          | Lawrence Warbasse           | 52º                         | 97                         | Joseph Dombrowski          | 12º                        | 177                          | Antwan Tolhoek               | 65º                          |
| 18                          | Alexis Vuillermoz           | 29º                         | 98                         | Tanel Kangert              | 18º                        | 178                          | Jos van Emden                | 104º                         |
| D.S.: Laurent Biondi        | D.S.: Laurent Biondi        | D.S.: Laurent Biondi        | D.S.: Fabrizio Guidi       | D.S.: Fabrizio Guidi       | D.S.: Fabrizio Guidi       | D.S.: Jan Boven              | D.S.: Jan Boven              | D.S.: Jan Boven              |
| Androni Giocattoli-Sidermec | Androni Giocattoli-Sidermec | Androni Giocattoli-Sidermec | Groupama-FDJ               | Groupama-FDJ               | Groupama-FDJ               | Team Katusha Alpecin         | Team Katusha Alpecin         | Team Katusha Alpecin         |
| 21                          | Francesco Gavazzi           | 59º                         | 101                        | Arnaud Démare              | 123º                       | 181                          | Il'nur Zakarin               | 10º                          |
| 22                          | Manuel Belletti             | 109º                        | 102                        | Jacopo Guarnieri           | 132º                       | 182                          | Enrico Battaglin             | 66º                          |
| 23                          | Mattia Cattaneo             | 28º                         | 103                        | Ignatas Konovalovas        | R 13ª                      | 183                          | Jenthe Biermans              | 117º                         |
| 24                          | Miguel Eduardo Flórez       | 72º                         | 104                        | Olivier Le Gac             | 112º                       | 184                          | Marco Haller                 | 116º                         |
| 25                          | Marco Frapporti             | 81º                         | 105                        | Tobias Ludvigsson          | 82º                        | 185                          | Reto Hollenstein             | 94º                          |
| 26                          | Fausto Masnada              | 20º                         | 106                        | Valentin Madouas           | 13º                        | 186                          | Vjačeslav Kuznecov           | R 17ª                        |
| 27                          | Matteo Montaguti            | 53º                         | 107                        | Miles Scotson              | 138º                       | 187                          | Daniel Navarro               | R 4ª                         |
| 28                          | Andrea Vendrame             | 55º                         | 109                        | Ramon Sinkeldam            | 133º                       | 188                          | Dmitrij Strachov             | 121º                         |
| D.S.: Gianni Savio          | D.S.: Gianni Savio          | D.S.: Gianni Savio          | D.S.: Frédéric Guesdon     | D.S.: Frédéric Guesdon     | D.S.: Frédéric Guesdon     | D.S.: Dmitrij Konyšev        | D.S.: Dmitrij Konyšev        | D.S.: Dmitrij Konyšev        |
| Astana Pro Team             | Astana Pro Team             | Astana Pro Team             | Israel Cycling Academy     | Israel Cycling Academy     | Israel Cycling Academy     | Team Sunweb                  | Team Sunweb                  | Team Sunweb                  |
| 31                          | Miguel Ángel López          | 7º                          | 111                        | Davide Cimolai             | 130º                       | 191                          | Tom Dumoulin                 | R 5ª                         |
| 32                          | Pello Bilbao                | 31º                         | 112                        | Awet Gebremedhin           | 128º                       | 192                          | Jan Bakelants                | 43º                          |
| 33                          | Manuele Boaro               | 90º                         | 113                        | Guillaume Boivin           | 125º                       | 193                          | Chad Haga                    | 105º                         |
| 34                          | Dario Cataldo               | 48º                         | 114                        | Conor Dunne (Lin.)         | 135º                       | 194                          | Chris Hamilton               | 34º                          |
| 35                          | Jan Hirt                    | 27º                         | 115                        | Krists Neilands (Lin.)     | 100º                       | 195                          | Jai Hindley                  | 35º                          |
| 36                          | Ion Izagirre                | 36º                         | 116                        | Rubén Plaza                | 71º                        | 196                          | Sam Oomen                    | R 14ª                        |
| 37                          | Davide Villella             | 60º                         | 117                        | Guy Niv                    | 113º                       | 197                          | Robert Power                 | R 6ª                         |
| 38                          | Andrej Zejc                 | 26º                         | 118                        | Kristian Sbaragli          | 77º                        | 198                          | Louis Vervaeke               | R 13ª                        |
| D.S.: Aleksandr Šefer       | D.S.: Aleksandr Šefer       | D.S.: Aleksandr Šefer       | D.S.: Óscar Guerrero       | D.S.: Óscar Guerrero       | D.S.: Óscar Guerrero       | D.S.: Marc Reef              | D.S.: Marc Reef              | D.S.: Marc Reef              |
| Bahrain-Merida              | Bahrain-Merida              | Bahrain-Merida              | Lotto Soudal               | Lotto Soudal               | Lotto Soudal               | Trek-Segafredo               | Trek-Segafredo               | Trek-Segafredo               |
| 41                          | Vincenzo Nibali             | 2º                          | 121                        | Caleb Ewan                 | NP 12ª                     | 201                          | Bauke Mollema                | 5º                           |
| 42                          | Valerio Agnoli              | 93º                         | 122                        | Victor Campenaerts         | 111º                       | 202                          | Gianluca Brambilla           | 49º                          |
| 43                          | Grega Bole                  | 110º                        | 123                        | Jasper De Buyst            | R 15ª                      | 203                          | Giulio Ciccone               | 16º                          |
| 44                          | Damiano Caruso              | 23º                         | 124                        | Thomas De Gendt            | 51º                        | 204                          | William Clarke               | 141º                         |
| 45                          | Andrea Garosio              | 98º                         | 125                        | Adam Hansen                | 68º                        | 205                          | Nicola Conci                 | 63º                          |
| 46                          | Kristijan Koren             | NP 5ª                       | 126                        | Roger Kluge                | NP 13ª                     | 206                          | Michael Gogl                 | 97º                          |
| 47                          | Antonio Nibali              | 76º                         | 127                        | Jelle Vanendert            | R 5ª                       | 207                          | Markel Irizar                | 136º                         |
| 48                          | Domenico Pozzovivo          | 19º                         | 128                        | Tosh Van Der Sande         | 64º                        | 208                          | Matteo Moschetti             | NP 11ª                       |
| D.S.: Alberto Volpi         | D.S.: Alberto Volpi         | D.S.: Alberto Volpi         | D.S.: Bart Leysen          | D.S.: Bart Leysen          | D.S.: Bart Leysen          | D.S.: Kim Andersen           | D.S.: Kim Andersen           | D.S.: Kim Andersen           |
| Bardiani CSF                | Bardiani CSF                | Bardiani CSF                | Mitchelton-Scott           | Mitchelton-Scott           | Mitchelton-Scott           | UAE Team Emirates            | UAE Team Emirates            | UAE Team Emirates            |
| 51                          | Enrico Barbin               | R 14ª                       | 131                        | Simon Yates                | 8º                         | 211                          | Fernando Gaviria             | R 7ª                         |
| 52                          | Giovanni Carboni            | 57º                         | 132                        | Jack Bauer                 | 95º                        | 212                          | Tom Bohli                    | 139º                         |
| 53                          | Luca Covili                 | 84º                         | 133                        | Brent Bookwalter           | NP 16ª                     | 213                          | Simone Consonni              | 131º                         |
| 54                          | Mirco Maestri               | 103º                        | 134                        | Esteban Chaves             | 40º                        | 214                          | Valerio Conti                | NP 18ª                       |
| 55                          | Umberto Orsini              | NP 9ª                       | 135                        | Luke Durbridge             | 78º                        | 215                          | Marco Marcato                | 99º                          |
| 56                          | Lorenzo Rota                | 85º                         | 136                        | Lucas Hamilton             | 25º                        | 216                          | Juan Sebastián Molano        | NP 4ª                        |
| 57                          | Manuel Senni                | 58º                         | 137                        | Christopher Juul Jensen    | 70º                        | 217                          | Jan Polanc                   | 15º                          |
| 58                          | Paolo Simion                | 140º                        | 138                        | Mikel Nieve                | 17º                        | 218                          | Diego Ulissi                 | 42º                          |
| D.S.: Roberto Reverberi     | D.S.: Roberto Reverberi     | D.S.: Roberto Reverberi     | D.S.: Matthew White        | D.S.: Matthew White        | D.S.: Matthew White        | D.S.: José Antonio Fernández | D.S.: José Antonio Fernández | D.S.: José Antonio Fernández |
| Bora-Hansgrohe              | Bora-Hansgrohe              | Bora-Hansgrohe              | Nippo-Vini Fantini-Faizanè | Nippo-Vini Fantini-Faizanè | Nippo-Vini Fantini-Faizanè |                              |                              |                              |
| 61                          | Rafał Majka                 | 6º                          | 141                        | Marco Canola               | 107º                       |                              |                              |                              |
| 62                          | Pascal Ackermann (Lin.)     | 122º                        | 142                        | Damiano Cima               | 137º                       |                              |                              |                              |
| 63                          | Cesare Benedetti            | 74º                         | 143                        | Nicola Bagioli             | R 16ª                      |                              |                              |                              |
| 64                          | Davide Formolo              | 14º                         | 144                        | Juan José Lobato           | 134º                       |                              |                              |                              |
| 65                          | Jay McCarthy                | 62º                         | 145                        | Giovanni Lonardi           | R 13ª                      |                              |                              |                              |
| 66                          | Paweł Poljański             | 89º                         | 146                        | Hiroki Nishimura           | FTM 1ª                     |                              |                              |                              |
| 67                          | Michael Schwarzmann         | 114º                        | 147                        | Sho Hatsuyama              | 142º                       |                              |                              |                              |
| 68                          | Rüdiger Selig               | 127º                        | 148                        | Ivan Santaromita           | 102º                       |                              |                              |                              |
| D.S.: Jens Zemke            | D.S.: Jens Zemke            | D.S.: Jens Zemke            | D.S.: Mario Manzoni        | D.S.: Mario Manzoni        | D.S.: Mario Manzoni        |                              |                              |                              |
| CCC Team                    | CCC Team                    | CCC Team                    | Team Dimension Data        | Team Dimension Data        | Team Dimension Data        |                              |                              |                              |
| 71                          | Amaro Antunes               | 54º                         | 151                        | Ben O'Connor               | 32º                        |                              |                              |                              |
| 72                          | Josef Černý (Lin. e Cr.)    | 115º                        | 152                        | Scott Davies               | 118º                       |                              |                              |                              |
| 73                          | Víctor de la Parte          | 21º                         | 153                        | Enrico Gasparotto          | 69º                        |                              |                              |                              |
| 74                          | Kamil Gradek                | 129º                        | 154                        | Amanuel Gebreigzabhier     | 45º                        |                              |                              |                              |
| 75                          | Jakub Mareczko              | FTM 12ª                     | 155                        | Ryan Gibbons               | 91º                        |                              |                              |                              |
| 76                          | Łukasz Owsian               | 73º                         | 156                        | Giacomo Nizzolo            | NP 13ª                     |                              |                              |                              |
| 77                          | Laurens ten Dam             | R 6ª                        | 157                        | Mark Renshaw               | R 13ª                      |                              |                              |                              |
| 78                          | Francisco Ventoso           | 87º                         | 158                        | Danilo Wyss                | 83º                        |                              |                              |                              |
| D.S.: Gabriele Missaglia    | D.S.: Gabriele Missaglia    | D.S.: Gabriele Missaglia    | D.S.: Alex Sans Vega       | D.S.: Alex Sans Vega       | D.S.: Alex Sans Vega       |                              |                              |                              |

### Legenda
| Legenda          | Legenda | Legenda        | Legenda                                                  |
| ---------------- | --- | -------------- | -------------------------------------------------------- |
| Dorsale          | Dorsale di partenza del ciclista | Posizione      | Posizione finale nella classifica generale               |
| Maglia rosa      | Indica il vincitore della classifica generale                                                                                        | Maglia azzurra | Indica il vincitore della classifica dei GPM             |
| Maglia ciclamino | Indica il vincitore della classifica a punti                                                                                         | Maglia bianca  | Indica il vincitore della classifica dei giovani         |
| NP               | Indica un ciclista che non è ripartito in una tappa la mattina                                                                       | R              | Indica un ciclista che si è ritirato in una tappa        |
| FTM              | Indica un ciclista che ha concluso una tappa fuori tempo, ossia ha impiegato più tempo rispetto a quanto stabilito dal tempo massimo | EX             | Corridore escluso per non aver rispettato il regolamento |

## Corridori per nazione
Le nazionalità rappresentate nella manifestazione sono 32; in tabella il numero dei ciclisti suddivisi per la propria nazione di appartenenza:
| Numero ciclisti | Nazione |
| --------------- | --- |
| 51              | Italia |
| 14              | Spagna |
| 12              | Australia |
| 10              | Belgio |
| 9               | Francia, Paesi Bassi                                                                                                |
| 8               | Germania |
| 7               | Colombia, Stati Uniti                                                                                               |
| 5               | Gran Bretagna |
| 4               | Polonia, Russia, Slovenia                                                                                           |
| 3               | Svizzera, Danimarca, Ecuador                                                                                        |
| 2               | Austria, Irlanda, Giappone, Lussemburgo, Rep. Ceca, Svezia                                                          |
| 1               | Canada, Costa Rica, Eritrea, Estonia, Israele, Kazakistan, Lettonia, Lituania, Nuova Zelanda, Portogallo, Sudafrica |

### Quadro d'insieme nazionalità e tappe
| Nazione       | Corridori partenti | Corridori arrivati | Tappe vinte                                                                       |
| ------------- | ------------------ | ------------------ | --------------------------------------------------------------------------------- |
| Australia     | 12                 | 9                  | 2 (Caleb Ewan x2)                                                                 |
| Austria       | 2                  | 2                  |                                                                                   |
| Belgio        | 10                 | 6                  |                                                                                   |
| Canada        | 1                  | 1                  |                                                                                   |
| Colombia      | 7                  | 5                  | 2 (Fernando Gaviria, Esteban Chaves)                                              |
| Costa Rica    | 1                  | 1                  |                                                                                   |
| Danimarca     | 3                  | 2                  |                                                                                   |
| Ecuador       | 3                  | 3                  | 2 (Richard Carapaz x2)                                                            |
| Eritrea       | 1                  | 1                  |                                                                                   |
| Estonia       | 1                  | 1                  |                                                                                   |
| Francia       | 9                  | 7                  | 2 (Arnaud Démare, Nans Peters)                                                    |
| Germania      | 8                  | 7                  | 2 (Pascal Ackermann x2)                                                           |
| Gran Bretagna | 5                  | 3                  |                                                                                   |
| Irlanda       | 2                  | 2                  |                                                                                   |
| Israele       | 2                  | 1                  |                                                                                   |
| Italia        | 51                 | 41                 | 5 (Fausto Masnada, Cesare Benedetti, Dario Cataldo, Giulio Ciccone, Damiano Cima) |
| Giappone      | 2                  | 1                  |                                                                                   |
| Kazakistan    | 1                  | 1                  |                                                                                   |
| Lettonia      | 1                  | 1                  |                                                                                   |
| Lituania      | 1                  | 0                  |                                                                                   |
| Lussemburgo   | 2                  | 2                  |                                                                                   |
| Nuova Zelanda | 1                  | 1                  |                                                                                   |
| Paesi Bassi   | 9                  | 6                  |                                                                                   |
| Polonia       | 4                  | 4                  |                                                                                   |
| Portogallo    | 1                  | 1                  |                                                                                   |
| Rep. Ceca     | 2                  | 2                  |                                                                                   |
| Russia        | 4                  | 3                  | 1 (Il'nur Zakarin)                                                                |
| Spagna        | 14                 | 13                 | 2 (Pello Bilbao x2)                                                               |
| Slovenia      | 4                  | 3                  | 2 (Primož Roglič x2)                                                              |
| Sudafrica     | 1                  | 1                  |                                                                                   |
| Svezia        | 2                  | 2                  |                                                                                   |
| Svizzera      | 3                  | 3                  |                                                                                   |
| Stati Uniti   | 7                  | 6                  | 1 (Chad Haga)                                                                     |
| Totale        | 176                | 142                | 21                                                                                |